# Patricia Cronin

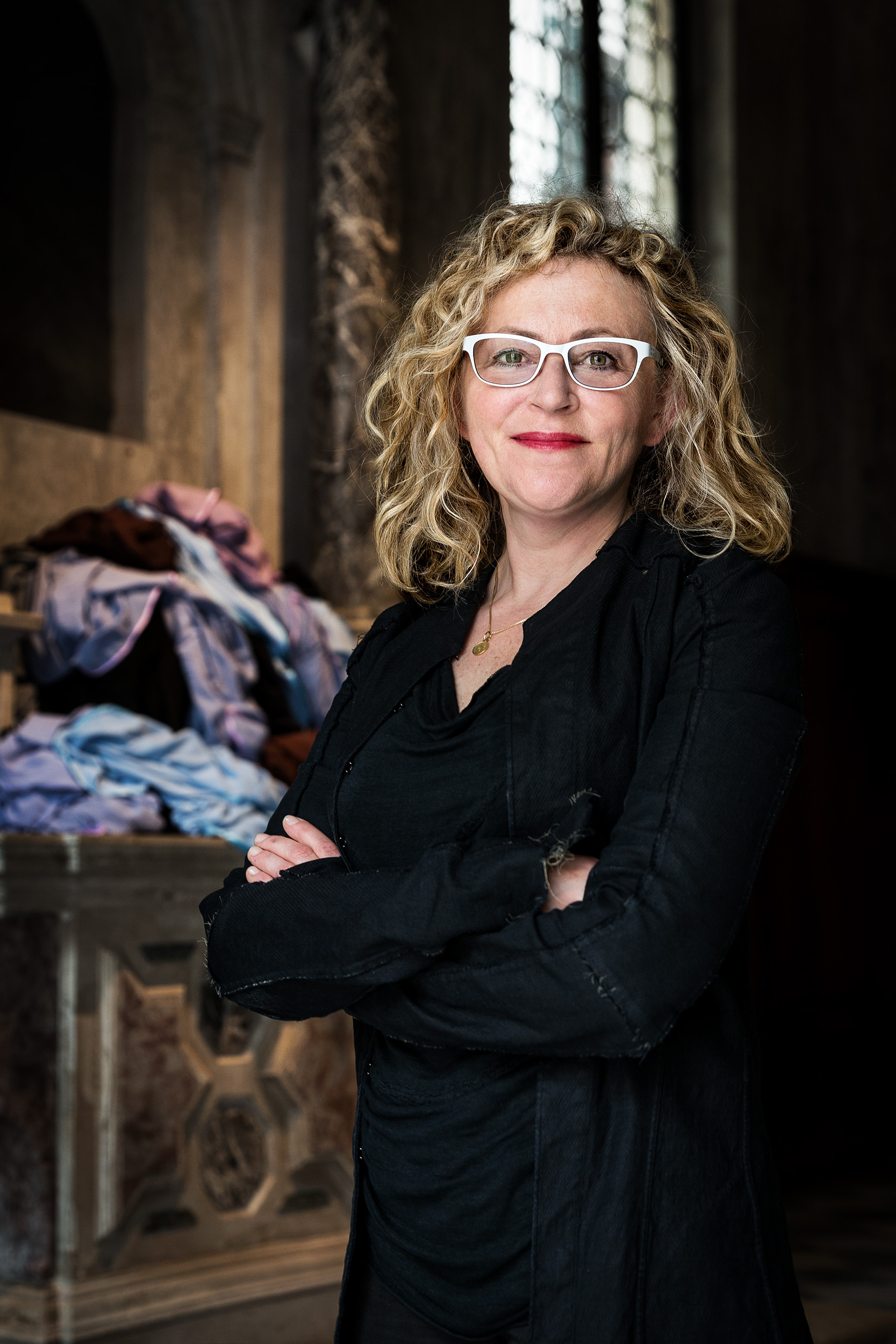
Patricia Cronin, 2016, während der Ausstellung Shrine For Girls in Venedig

Patricia Cronin (* 1963 in Beverly, Massachusetts) ist eine US-amerikanische Konzeptkünstlerin, die für ihre Arbeiten in den Bereichen Skulptur, Malerei und Fotografie bekannt ist.

## Leben
Patricia Cronin erhielt 1986 ihren Bachelor of Fine Arts (BFA) vom Rhode Island College und 1988 ihren Master of Fine Arts (MFA) vom Brooklyn College, wo sie bei renommierten Künstlern wie Lee Bontecou und Philip Pearlstein studierte. Sie nahm auch an der Yale University Summer School of Music and Art Norfolk Fellowship Program (1985) und an der Skowhegan School of Painting and Sculpture (1991) teil. Seit 2003 ist sie Professorin für Kunst am Brooklyn College der City University of New York und wurde 2023 zur Distinguished Professor ernannt.
Patricia Cronin setzt sich in ihrer Kunst für LGBTQ+ Themen ein. Sie ist offen lesbisch und mit der Künstlerin Deborah Kass verheiratet. Ihr bekanntestes Werk ist Memorial To A Marriage (2002), eine dreieinhalb Tonnen schwere Marmorskulptur, die sie und ihre Partnerin in inniger Umarmung darstellt. Diese Skulptur wurde auf dem Friedhof Woodlawn in der Bronx, New York, als erstes Denkmal für eine gleichgeschlechtliche Ehe in den USA aufgestellt – noch bevor die Ehe für gleichgeschlechtliche Paare in den USA legalisiert wurde.
Cronin setzt sich in ihren Arbeiten häufig mit Fragen von Geschlecht, Sexualität und sozialer Gerechtigkeit auseinander. Auch in anderen Arbeiten hat sie sich mit feministischen und LGBTQ+-Themen beschäftigt, beispielsweise in ihrer Ausstellung Shrine for Girls, Venice (2015), die auf die Gewalt gegen Frauen und Mädchen weltweit aufmerksam machte.

## Werke (Auswahl)
- 2002 schuf Patricia Cronin Memorial To A Marriage, eine drei Tonnen schwere Skulptur aus Carrara-Marmor, die sie und ihre Partnerin, die Künstlerin Deborah Kass, in einer Umarmung zeigt. Diese Skulptur steht auf dem Woodlawn-Friedhof in der Bronx, New York.
- Von 2000 bis 2001 fertigte Patricia Cronin eine Reihe kleinformatiger Aquarelle von Luxusimmobilien an, die mit dem Preis und dem Ort des jeweiligen Anwesens betitelt sind, z. B. $10.000.000 (Southampton).
- 2012 schuf sie Dante: The Way of All Flesh, eine Serie ausdrucksstarker figurativer Ölgemälde, Aquarelle und Bleichporträts, die von Dante Alighieris Inferno inspiriert sind.
- Patricia Cronin Installation Shrine for Girls, Venice (Schrein für Mädchen, Venedig) aus dem Jahr 2015 war eine begleitende Einzelausstellung auf der 56. internationalen Kunstausstellung Biennale di Venezia. Die ortsspezifische Installation in der Kirche San Gallo zeigte Stapel von Mädchenkleidern, die auf Steinaltären angeordnet waren und auf tragische Ereignisse in Indien, Nigeria, dem Vereinigten Königreich und den Vereinigten Staaten Bezug nahmen.
- Im Jahr 2018 wurde sie vom Tampa Museum of Art beauftragt, Aphrodite Reimagined zu schaffen, eine 10 Fuß hohe Monumentalskulptur, die auf einem fragmentarischen Marmortorso der Göttin Aphrodite aus dem 1. Jahrhundert aus der Sammlung des Museums basiert.

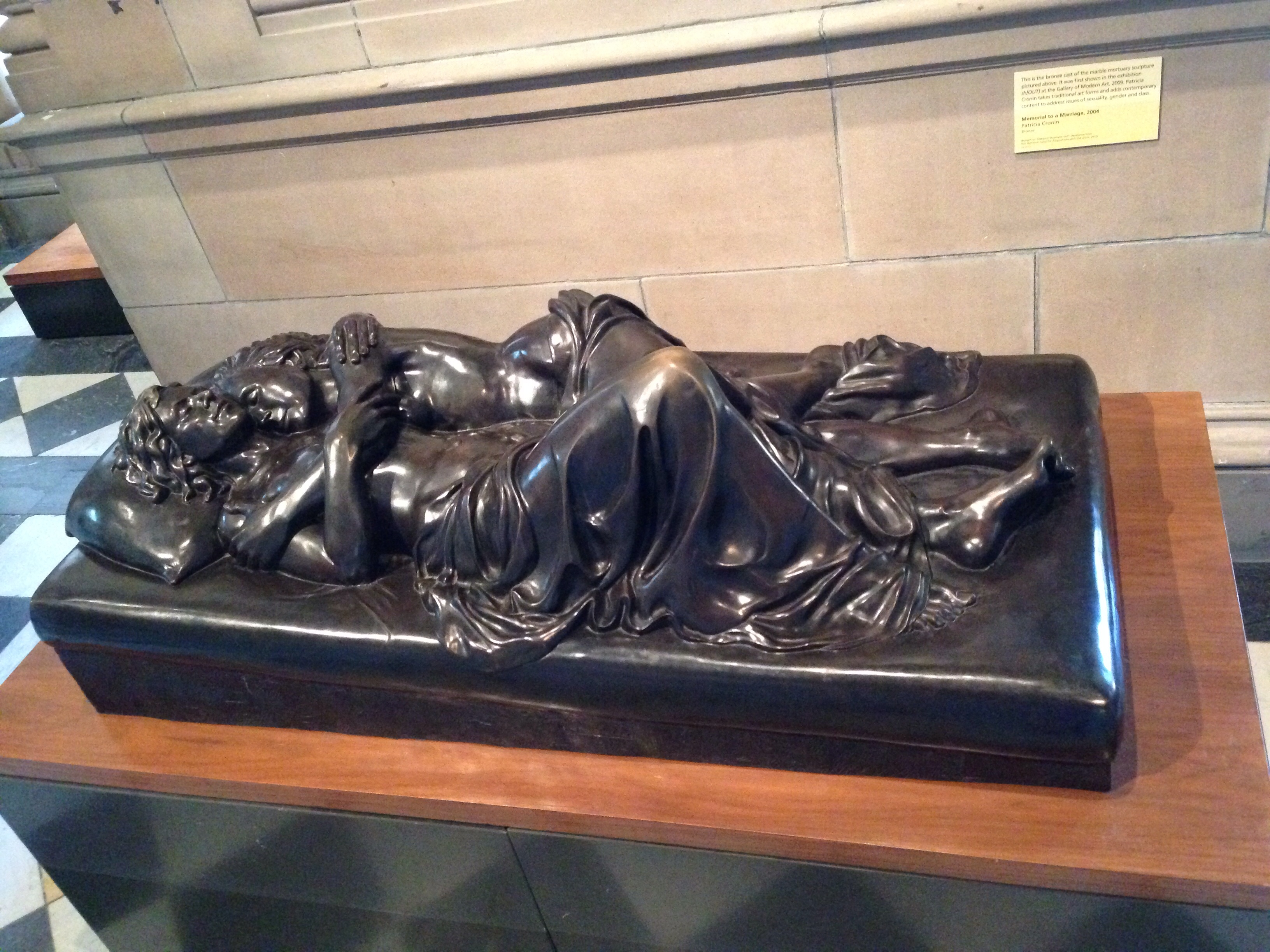
Patricia Cronin: Memorial to a Marriage (Bronzeversion) in der Kelvingrove Art Gallery and Museum in Glasgow

Patricia Cronins Arbeiten wurden in zahlreichen Einzel- und Gruppenausstellungen gezeigt, darunter im Brooklyn Museum, in der American Academy in Rome und im Kelvingrove Art Gallery and Museum in Glasgow. Ihre Werke sind in den ständigen Sammlungen renommierter Institutionen wie der National Gallery of Art in Washington, D.C., und in der National Portrait Gallery (Smithsonian) vertreten.